# Semra Turan
Semra Turan (* 1985) ist eine aus Kopenhagen stammende türkischstämmige dänische Studentin.
Obwohl sie nie zuvor und auch danach nur wenig als Schauspielerin in Erscheinung getreten ist (Turan wurde als Abiturientin in einem Karate-Club gecastet), wurde sie 2008 für ihre Verkörperung der Titelrolle in Fightgirl Ayşe (2007) als beste Darstellerin in einer Hauptrolle für den renommierten dänischen Filmpreis Bodil nominiert. Beim Sitges Festival Internacional de Cinema Fantàstic de Catalunya wurde Turan 2008 als „beste Darstellerin“ ausgezeichnet. 2009 spielte sie eine wichtige Episodenhauptrolle (Episode 3) in der dänischen Krimiserie Protectors – Auf Leben und Tod. Dabei verkörperte sie die Ehefrau eines islamischen Terroristen.
Semra Turan studiert in Dänemark Pharmazie.

## Einzelbelege
1. ↑  Lilo Murr: Emanzipierte Türkin und tanzender Mongole. Augsburger Allgemeine, 4. Mai 2009, abgerufen am 23. Februar 2019.

## Weblink
- Semra Turan bei IMDb

| Personendaten    | Personendaten           |
| ---------------- | ----------------------- |
| NAME             | Turan, Semra            |
| KURZBESCHREIBUNG | dänische Schauspielerin |
| GEBURTSDATUM     | 1985                    |